# Desecamiento de la raíz
Se denomina desecamiento de la raíz o podredumbre seca, es una enfermedad que ataca a la madera que se encuentra expuesta a las condiciones ambientales, la misma es producida por la acción de varias especies de hongos.
Los hongos ingresan en la madera, y se nutren de la celulosa que se encuentra en las fibras, por lo que al final la madera queda reducida a un material esponjoso, si bien a simple vista exterior no se percibe la infección. La madera toma un aspecto de polvo al tacto. 
El término 'podredumbre seca' suele aplicarse al daño producido por la acción de Serpula lacrymans (anteriormente denominado Merulius lacrymans) especialmente en el Reino Unido y norte de Europa; y/o Meruliporia incrassata (el cual posee varios sinónimos tales como Poria incrassata y Serpula incrassata) en América del Norte. Ambas especies de hongos producen la podredumbre marrón, alimentándose de celulosa y hemicelulosa de la madera dejando a su paso una matriz frágil a base de lignina modificada.
En realidad el término podredumbre seca es incorrecto, en cuanto a que ambas especies de hongos Serpula lacrymans y Meruliporia incrassata requieren de un elevado contenido de humedad (30%) para iniciar el ataque. Una vez que el ataque ha comenzado, el hongo permanecerá activo siempre que el contenido de humedad sea superior al 20%. Si la humedad relativa ambiental es inferior al 86 %, el crecimiento de Serpula lacrymans se inhibe, pero puede permanecer latente con humedades relativas de hasta el 76%. Estas humedades relativas corresponden a contenidos de humedad en equilibrio en la madera del 19 y 15 % respectivamente.

## Ataque de árboles
Al penetrar el agua en la madera de las raíces o a través de heridas de poda o desgajes de ramas, el hongo comienza a consumir a la madera infectada. En la zona próxima al ataque la madera se encoge y se agrieta, lo cual permite que las esporas del hongo al florecer avancen en su ataque accediendo a nuevas zonas de madera fresca. Para tratar la enfermedad es necesario quitar toda la madera podrida, y luego se aplica un tratamiento a base de borato o de glicol (estos últimos están recomendados para maderas con mayor capacidad de absorción).
En el tratamiento de borato se utiliza una solución de 60% de bórax y 40% de ácido bórico. Mientras que en el tratamiento de glicol se utiliza una solución de 50% de glicol, 28 % de bórax y 22% de ácido bórico.  
En plantas sanas y con carácter preventivo luego de la poda, se pueden aplicar productos que atacan los hongos que pudieran ingresar por las heridas. Al respecto los fungicidas recomendados son benzimidazoles (metil-tiofanato, carbendazima) o también tebuconazol.

## Protección de construcciones
Las construcciones de madera se deben proteger de estar expuestas a la humedad, por ello en aquellas en climas húmedos o en contacto con el suelo o la lluvia se suele recubrir la madera con una capa de alguna pintura asfáltica impermeable.